# سیارک ۸۷۷۶
سیارک ۸۷۷۶ (به انگلیسی: 8776 Campestris، نامگذاری:2287T-3) هشت هزار و هفتصد و هفتاد و ششمین سیارک کشف شده‌است که در ۱۶ اکتبر ۱۹۷۷ کشف شد.
قدر مطلق سیارک برابر ۱۳٫۹۰ است.